# Гучланд (Вирџинија)
Гучланд (енгл. Goochland) насељено је место без административног статуса у америчкој савезној држави Вирџинија.

## Демографија
По попису из 2010. године број становника је 861.
| Група             | 2000.    | 2010.       |
| Белци             | 0 (0,0%) | 713 (82,8%) |
| Афроамериканци    | 0 (0,0%) | 83 (9,6%)   |
| Азијати           | 0 (0,0%) | 21 (2,4%)   |
| Хиспаноамериканци | 0 (0,0%) | 22 (2,6%)   |
| Укупно            | 0        | 861         |